# بكسل بودز
بكسل بودز (بالإنجليزية:Pixel Buds) عبارة عن مجموعة من سماعات الأذن اللاسلكية تم تطويرها وتسويقها بواسطة جوجل. أطلقت الجيل الأول من البراعم بكسل في 4 أكتوبر 2017 في جوجل حفل الافتتاح الصورة بواسطة غوغل وكانت متاحة للطلب المسبق على متجر جوجل في نفس اليوم. لديهم مساعد جوجل مدمج ويدعمون ترجمة جوجل.
تم الإعلان عن الجيل الثاني من بكسل بودز في حدث أجهزة Pixel 4 في 15 أكتوبر 2019. تم إصدارها في 27 أبريل 2020 وظهرت لأول مرة في مراجعات إيجابية.

## الجيل الأول

### سمات
الميزة المميزة لـ بكسل بودز هي تضمينها لمساعد جوجل, مساعد صوت ذكي. يسمح ذلك لسماعات الأذن بترجمة المحادثات في الوقت الفعلي, من بين الميزات القياسية الأخرى مثل البحث على الويب والاتصال بالوسائط. وهو يدعم ترجمة 40 لغة مختلفة.

### نقد
كان استقبال بكسل بودز سلبيًا في الغالب, مع توجيه الكثير من الانتقادات نحو تصميمها الذي يبدو سيئًا. أعلنت مصادر حديثة, «ترجمة جوجل متاحة على جميع سماعات الرأس المحسّنة من المساعد وهواتف أندرويد.»

## الجيل الثاني
تم الإعلان عن الجيل الثاني من بكسل بودز لأول مرة في حدث أجهزة جوجل في 15 أكتوبر 2019 وتم إصداره في الولايات المتحدة في أبريل 2020. تم إطلاق سراحهم في أستراليا وكندا وفرنسا وألمانيا وأيرلندا وإيطاليا وسنغافورة وإسبانيا والمملكة المتحدة في يوليو 2020. في البداية, تم إصدار نموذج Clearly White فقط مع نماذج الألوان الثلاثة الأخرى, Oh So Orange و Quite Mint و Almost Black, والتي تم إصدارها بعد أربعة أشهر في الولايات المتحدة في 20 أغسطس 2020.